# Adam Hellborg
Carl Adam Jonathan Hellborg (30 luglio 1998) è un calciatore svedese, centrocampista svincolato.

## Carriera

### Club
Cresciuto inizialmente nell'Emmaboda IS, piccola squadra dell'omonimo comune di Emmaboda, Hellborg è entrato a far parte delle giovanili del Kalmar nel 2013.
Il 29 aprile 2018 ha fatto il suo debutto in Allsvenskan, entrando in campo negli istanti finali della vittoria casalinga per 3-0 contro i campioni in carica del Malmö FF. Al termine della stagione, durante la quale ha totalizzato 9 presenze, Hellborg ha firmato un rinnovo biennale.
All'inizio del campionato 2019, il 3 aprile, Hellborg è stato girato in prestito nella terza serie svedese all'Oskarshamns AIK, squadra con cui il Kalmar aveva stabilito una collaborazione. Nonostante egli avrebbe potuto essere utilizzato da entrambe le squadre grazie alla formula del doppio tesseramento, in realtà in quell'annata è sceso in campo solo con l'Oskarshamns AIK. A luglio il prestito è stato ufficialmente prorogato fino alla fine dell'anno.
A partire dalla stagione 2020 si è trasferito dal Kalmar al Sirius – altra squadra militante in Allsvenskan – a fronte di un accordo triennale. Nel suo primo anno in nerazzurro Hellborg si è ritagliato uno spazio da titolare nell'undici di partenza di Henrik Rydström, tecnico che lo aveva già allenato in passato ai tempi del Kalmar. La sua ultima stagione al Sirius, nel 2022, lo ha visto invece partire titolare solo in 9 occasioni su 23 presenze totali.
Nel dicembre del 2022 ha lasciato il Sirius per fine contratto ed è ripartito qualche settimana più tardi dall'Helsingborg scendendo dunque di una categoria, poiché la squadra era reduce da una retrocessione in Superettan.

### Nazionale
Ha giocato nelle nazionali giovanili svedesi Under-17, Under-19 ed Under-21.